# Ernestine Hipper
Ernestine Hipper (Langenmosen, 2 maggio 1962) è una scenografa e costumista tedesca.

## Biografia
Ernestine Hipper è nata il 2 maggio 1962 a Langenmosen. Ha studiato grafica e design. Ha iniziato a lavorare come costumista nel 1990, nel film drammatico Carmen on Ice con Katarina Witt. 
Successivamente, ha lavorato come scenografa in alcuni film TV. Nel 2002, ha lavorato per Infiltrato speciale e Sfida nell'ultima valanga. Nel 2005, ha collaborato per la serie TV Sophie - Braut wider Willen. Negli anni successivi a lavorato per molti film, tra cui Krabat e il mulino dei dodici corvi, Vicky e il tesoro degli dei, Un fantasma per amico e La bella e la bestia. Quest'ultimo film, ha vinto un Premio César per la miglior scenografia a Thierry Flamand. Nel 2020, ha lavorato per Resistance - La voce del silenzio, con Jesse Eisenberg e Clémence Poésy. Nel 2022, ha lavorato come scenografa in Tár, con Cate Blanchett, e in Niente di nuovo sul fronte occidentale. Per quest'ultimo film ha vinto l'Oscar alla migliore scenografia assieme a Christian M. Goldbeck. 

## Filmografia

### Scenografa

#### Cinema
- Infiltrato speciale (Half Past Dead), regia di Don Michael Paul (2002)
- Sfida nell'ultima valanga (Extreme Ops), regia di Christian Duguay (2002)
- Vom Suchen und Finden der Liebe, regia di Helmut Dietl (2005)
- Vorne ist verdammt weit weg, regia di Thomas Heinemann (2007)
- Krabat e il mulino dei dodici corvi (Krabat), regia di Marco Kreuzpaintner (2008)
- Vicky e il tesoro degli dei (Wickie auf großer Fahrt), regia di Christian Ditter (2011)
- Un fantasma per amico (Das kleine Gespenst), regia di Alain Gsponer (2013)
- La bella e la bestia (Die Schöne und das Biest), regia di Christophe Gans (2014)
- Allest ist Liebe, regia di Markus Goller (2014)
- Fuck you, prof! 2 (Fack ju Göhte 2), regia di Bora Dağtekin (2015)
- Euphoria, regia di Lisa Langseth (2017)
- Das perfekte Geheimnis, regia di Bora Dağtekin (2019)
- Resistance - La voce del silenzio (Resistance), regia di Jonathan Jakubowicz (2020)
- Es ist zu deinem Bestem, regia di Marc Rothemund (2020)
- Tár, regia di Todd Field (2022)
- Niente di nuovo sul fronte occidentale (Im Westen nichts Neues), regia di Edward Berger (2022)

#### Televisione
- Frau bleibt Frau, regia di Franz Geiger - film TV (1992)
- Supersingle, regia di Sharon von Wietersheim - film TV (1998)
- Ein Scheusal zum Verlieben, regia di Sharon von Wietersheim - film TV (2000)
- Se cucini, ti sposo (Time Share), regia di Sharon von Wietersheim - film TV (2000)
- Tatort - serie TV, episodio 1x515 (2002)
- Antonia 2: Lacrime in paradiso (Antonia - Tränen im Paradies), regia di Ernst Josef Lauscher - film TV (2003)
- Terror in the Mall, regia di Norberto Barba - film TV (1998)
- Sophie - Braut wider Willen - serie TV (2005)
- Die Luftbrücke - Nur der Himmel war frei, regia di Dror Zahavi - film TV (2005)
- Die Dasslers - miniserie TV, 2 episodi (2016)

### Costumista
- Carmen on Ice, regia di Horant H. Hohlfeld (1990)
- Venice Express (Night Train to Venice), regia di Carlo U. Quinterio (1993)

## Riconoscimenti
- Premio Oscar
  - 2023 - Miglior scenografia per Niente di nuovo sul fronte occidentale
- BAFTA
  - 2023 - Candidatura alla miglior scenografia per Niente di nuovo sul fronte occidentale